# لی جه یونگ
لی جه یونگ (이재용؛ زادهٔ ۲۳ ژوئن ۱۹۶۸) کارآفرین و سرمایه‌دار اهل کره جنوبی است، که به‌عنوان رئیس هیئت مدیره سامسونگ فعالیت می‌کند.